# (3726) Johnadams
(3726) Johnadams est un astéroïde de la ceinture principale.

## Description
(3726) Johnadams est un astéroïde de la ceinture principale. Il fut découvert le 4 juin 1981 à la station Anderson Mesa par Edward L. G. Bowell. Il présente une orbite caractérisée par un demi-grand axe de 2,86 UA, une excentricité de 0,08 et une inclinaison de 3,0° par rapport à l'écliptique.

## Compléments